# FO Большой Медведицы
FO Большой Медведицы (лат. FO Ursae Majoris), HD 72777 — одиночная переменная звезда в созвездии Большой Медведицы на расстоянии приблизительно 1724 световых лет (около 529 парсеков) от Солнца. Видимая звёздная величина звезды — от +7,22m до +7,11m.

## Характеристики
FO Большой Медведицы — красная пульсирующая медленная неправильная переменная звезда (LB) спектрального класса Ma.